# Innamorati pazzi (serie televisiva)
Innamorati pazzi (Mad About You) è una sitcom statunitense prodotta dal 1992 al 1999 e poi nel 2019.
Paul Reiser ed Helen Hunt interpretano una giovane coppia sposata che vive a New York. Reiser è Paul, un documentarista, mentre la Hunt è Jamie, impegnata nel settore delle pubbliche relazioni. La serie si concentra principalmente sulle piccole e grandi lotte quotidiane della vita di coppia, raccontando il tutto in tono umoristico.
La serie è stata trasmessa in prima visione negli Stati Uniti da NBC, mentre in Italia è stata trasmessa da Italia 1. Nel 2005, la serie è stata trasmessa in Regno Unito, nel canale ABC1. 
Il 5 settembre 2019 è stata annunciata una nuova stagione evento composta da 12 episodi. La prima parte è stata pubblicata il 20 novembre 2019, mentre la seconda il 18 dicembre dello stesso anno sulla piattaforma streaming Spectrum Originals.

## Trama
Paul e Jamie Buchman sono una giovane coppia di Manhattan, letteralmente agli antipodi: lui è un documentarista, molto posato e tranquillo, mentre lei, una consulente di pubbliche relazioni, è uno spirito libero. Si sono innamorati a prima vista e subito sposati, ma solo dopo i primi mesi di matrimonio i due cominciano a rendersi conto dei difetti e manie dell'altro, di quanto siano diversi caratterialmente, e di tutti i problemi della loro relazione, a cui all'inizio della storia nessuno dei due aveva fatto caso.
Tra le persone che si intromettono nella loro problematica convivenza ci sono la sorella di Jaime, Lisa Stemple, che va spesso a far visita alla coppia, ma anche il loro amico Mark Devanow e sua moglie Fran, ed infine il cugino di Paul, Ira Buchman. Con il passare del tempo si affacciano nella chiassosa vita dei due sposi anche altri vicini di casa, altri personaggi occasionali come il dog-sitter del loro cane Murray, e molti altri invadenti parenti.

## Episodi
| Stagione         | Episodi | Prima TV originale | Prima TV Italia |
| ---------------- | ------- | ------------------ | --------------- |
| Prima stagione   | 22      | 1992-1993          | 1998            |
| Seconda stagione | 24      | 1993-1994          | 1998-1999       |
| Terza stagione   | 23      | 1994-1995          | 1999            |
| Quarta stagione  | 24      | 1995-1996          | 2000-2001       |
| Quinta stagione  | 24      | 1996-1997          | 2001            |
| Sesta stagione   | 23      | 1997-1998          | 2002            |
| Settima stagione | 21      | 1998-1999          | 2002-2003       |
| Ottava stagione  | 12      | 2019               | inedita         |

## Personaggi e interpreti

### Personaggi principali
- Paul Buchman (stagioni 1-8), interpretato da Paul Reiser, doppiato da Tonino Accolla.
È stato concepito sul tavolo sul quale la madre serviva la farinata di patate. Nato il 19 aprile 1962, dopo aver frequentato la New York University Film School, ha lottato per il riconoscimento prima di sfondare finalmente nel mondo del cinema di New York. Lui e la sua famiglia (composta da sua moglie Jamie, il cane Murray e la figlia Mabel) vivono nel Greenwich Village.
- Jamie Stemple-Buchman (stagioni 1-8), interpretata da Helen Hunt, doppiata da Silvia Pepitoni.
È stata la più giovane figlia di Gus e Theresa Stemple. Nata il 19 febbraio[3] 1963[4], il suo nome da nubile è Jamie Eunice Stemple. Dopo sette fidanzati alla Yale University, Jamie incontra Paul Buchman ad un'edicola di New York, dove gli sottrae l'ultima copia del quotidiano The New York Times con una scusa poco plausibile. Il suo difficile rapporto con la suocera è fonte di scherzi in tutta la sitcom.
- Murray (stagioni 1-7), interpretato da Maui.
È il cane della famiglia Buchman. Era un cucciolo quando Paul lo trovò. È spesso intento nel seguire un topo invisibile, per poi finire inevitabilmente con lo sbattere la testa contro qualcosa. Nelle due ultime puntate della serie, all'adulta Mabel viene detto che Murray morì quando aveva sei anni, ma ciò non gli è stato detto fino a quando non ne aveva dodici. Murray è generalmente descritto come un cane fedele e affettuoso, anche se spesso stupido. È il personaggio preferito dai fan della serie.
- Fran Devanow (stagioni 1-7), interpretata da Leila Kenzle, doppiata da Claudia Balboni.
È la migliore amica di Jamie. È la vice presidente regionale della Farrer-Gantz Public Relations, e Jamie ne è la sua assistente. Intorno al 1989 Fran termina la sua esperienza lavorativa alla Farrer-Gantz per dedicarsi al suo figlio di 5 anni e a suo marito Mark. Jamie l'ha, quindi, sostituita. La rottura della relazione tra Fran e Mark, vecchia di 10 anni, sconvolge Paul e Jamie. La famiglia Devanows, successivamente, si riconcilia.
- Lisa Stemple (stagioni 1-7), interpretata da Anne Ramsay, doppiata da Anna Cesareni.
È la sorella Jamie, di 3 anni più anziana, vittima di incommensurabili questioni psicologiche. Jamie è denominata "Stella" in un libro scritto dalla sua analista: "È stata la Stella iperprotettiva che ha soffocato la sua capacità di relazionarsi con gli altri, e l'ha legata ad una vita di insicurezza e di nevrosi". A causa di un attacco di invidia, accusa Jamie per tutti i suoi problemi in un colloquio con il suo psichiatra che è diventato un capitolo di un libro intitolato Manics. Con nessun altro posto dove andare, fa la sua lavanderia da Paul e Jamie. Ogni visita dei genitori scatena in lei un disordine alimentare.
- Ira Buchman (stagioni 1-7), interpretato da John Pankow, doppiato da Paolo Marchese (st. 1) e Teo Bellia (st. 2-7).
È un "onnipresente" individuo, cugino di Paul. Apparve per la prima volta nello show nell'episodio Piccoli segreti nascosti (The Wedding Affair nella versione originale). Ha lavorato per il padre di Paul, Burt, nel suo negozio di articoli sportivi. Ira e Paul hanno una stretta amicizia, ma la loro rivalità nascosta uscì fuori quando Ira ottenne il negozio di Burt, che stava andando in pensione. Tuttavia, Ira vuole sempre bene e cerca di essere di sostegno a Paul e Jamie.
- Sylvia Buchman (stagioni 1-7), interpretata da Cynthia Harris, doppiata da Carmen Onorati.
È la madre di Paul. Mette sempre a dura prova Jamie, ma a volte mostra gentilezza verso sua nuora.
- Burt Buchman (stagioni 1-7), interpretato da Louis Zorich, doppiato da Vittorio Di Prima.
È il padre di Paul. Burt gestiva un negozio di articoli sportivi fino a che non cedette l'attività ad Ira. Il suo arrivo durante lo show è segnato dalle parole "Sono io Burt! Burt Buchman! Tuo padre, Burt Buchman!".
- Mabel Buchman (stagioni 6-7), interpretata dalle gemelle Alyssa e Justin Baric e da Carter e Madison Gayle (stagione 6) e da Cara DeLizia e Janeane Garofalo (stagione 7).
È la figlia di Paul e Jamie. Il suo nome è l'acronimo di "Mothers Always Bring Extra Love".

### Personaggi secondari
- Dr. Mark Devanow, interpretato da Richard Kind, doppiato da Giorgio Lopez.
È il marito di Fran.
- Debbie Buchman, interpretata da Robin Bartlett.
È la sorella di Paul.
- Jay Selby, interpretato da Tommy Hinkley, doppiato da Fabrizio Pucci.
È un amico di Paul.
- Mr. Wicker, interpretato da Jerry Adler.
È il custode dell'edificio.
- Maggie Conway, interpretata da Judy Geeson, doppiata da Paila Pavese e Antonella Alessandro.
È la vicina di casa.
- Hal, interpretato da Paxton Whitehead, doppiato da Franco Zucca e Oliviero Dinelli.
È il primo e terzo marito di Maggie Conway.
- Hal, interpretato da Jim Piddock, doppiato da Vladimiro Conti.
È il secondo marito di Maggie Conway.
- Ursula Buffay, interpretata da Lisa Kudrow, doppiata da Francesca Guadagno.
È la cameriera del ristorante Riff's.
- Dr. Joan Golfinos, interpretata da Suzie Plakson.
È la ginecologa di Jamie, fidanzata con Debbie Buchman.
- Nat Ostertag, interpretato da Hank Azaria, doppiato da Oreste Baldini.
È il dog-sitter.
- Dr. Sheila Kleinman, interpretata da Mo Gaffney.
È la terapista di Paul e Jamie.
- Theresa Stemple, interpretata nel 1992 da Nancy Dussault, dal 1993 al 1996 da Penny Fuller, e dal 1996 al 1999 da Carol Burnett.
È la madre di Jamie.
- Gus Stemple, interpretato dal 1996 al 1999 da Carroll O'Connor.
È il padre di Jamie.
- Troy, interpretato da Patrick Bristow, doppiato da Massimo Corizza.
È un collega di Jamie.
- Zio Phil, interpretato da Mel Brooks, doppiato da Gianni Bonagura.
È lo zio di Paul e Ira.

### Crossover
Nel corso delle stagioni, Innamorati pazzi ha avuto alcuni crossover con le altre serie in onda sulla NBC e ambientate a New York:

#### Friends
In Friends Lisa Kudrow interpreta il personaggio di Phoebe Buffay, la sorella gemella di Ursula Buffay, l'inaffidabile e bizzarra cameriera del ristorante Riff's dove Paul e Jamie sono spesso clienti. I due personaggi, originariamente non strettamente collegati, sono stati legati dagli autori delle due serie dando ai caratteri di Ursula e Phoebe delle somiglianze, basando la loro parentela sull'aspetto fisico: questo per evitare che gli stessi telespettatori confondessero i due personaggi, dal momento che i due show venivano trasmessi nello stesso periodo alla medesima fascia oraria.
L'intreccio con questa serie è evidente nel 16º episodio della prima stagione di Friends, Vivere intensamente (1ª parte), dove Jamie e Fran, entrando al Central Perk (una location di Friends), scambiano Phoebe per Ursula e, credendola anche la cameriera di questa caffetteria, le affidano un'ordinazione, lasciando Phoebe quantomeno perplessa. Nello stesso episodio Joey Tribbiani e Chandler Bing (Matt Le Blanc e Matthew Perry, protagonisti di Friends), vanno a cena al Riff's, e qui conoscono Ursula, che scambiano per la loro amica Phoebe; lo stesso Joey avrà poi una breve storia con Ursula.
Inoltre, le due serie hanno condiviso, per un certo periodo, la messa in onda sulla NBC il giovedì sera. Nel 6º episodio della III stagione di Innamorati pazzi, Una questione di onestà, Ira causa un black out che coinvolge l'intera città di New York; l'episodio, andato in onda il 3 novembre 1994 sulla NBC, venne seguita dall'episodio A lume di candela di Friends e Birthday in the Big House della sitcom Madman of the People, nelle quali i protagonisti sono alle prese proprio con il black out causato da Jamie.

#### Seinfeld
Nell'episodio The Apartment della I stagione di Innamorati Pazzi, Paul, pressato da Jamie, decide di cedere il contratto di locazione del suo vecchio "bachelor pad" ("appartamento per single") all'attuale inquilino che è in sublocazione: l'inquilino è Cosmo Kramer di Seinfeld.
Nel primo episodio della settima stagione, Paul, sotto l'effetto del viagra, incontra Jerry Seinfeld in strada e, vista la situazione, gli intima di andare via...

## Colonna sonora
La colonna sonora della serie, "Final Frontier", è stata composta da Reiser e Don Was. Il tema musicale era originariamente eseguito da Andrew Gold, ma una versione eseguita da Anita Baker ha fatto il suo debutto a metà della quinta stagione. La versione della Baker è stata poi utilizzata sino alla fine della sitcom.

## Riconoscimenti
La serie ha vinto 4 Golden Globe.